# 新潟テレサービス
新潟テレサービス（にいがたテレサービス）は、かつて1980年代後半から1990年代にかけて新潟県をサービスエリアに、テレメッセージグループの一員としてポケットベルなどの事業を行っていた企業。

## 概要
当時はテレメの通称で知られ、1990年代中盤の爆発的なポケベル人気の中でNTTドコモと並んで加入者を急増させたが、その後ポケベル人気の中核をなしていた高校生から20代前半の若者らが携帯電話やPHSに急速に移行したことから基地局などの通信設備が過剰となり、その減価償却などに苦しむこととなった。
- エリアは新潟県内全域とされているが地形の問題から比較的電波を掴みやすいとされるポケットベル向けの周波数であっても圏外となる箇所が県境や山間部などでは多々あった。これはNTTドコモでも共通の問題だった。

- 入力方式は*2*2で始まり入力するテレメッセージ共通仕様を採用。
- 025-3**で始まる電話番号帯での呼び出し番号を提供していたので、同一県内であっても100キロを超える長距離通話料が発生する地域がある。これは面積が大きい都道府県としてはマイナス要素であった。（なおNTTドコモは025-2**で始まる番号を使用していた）
- 他のテレメッセージ各社で販売されたものを新潟テレサービスで利用すると言うことができなく、買い替えが必要。

- 事業後期に始まったものに東京テレメッセージのエリアでも呼び出せる「マルチエリアサービス」というものがあった。追加契約することで切り替えを電話操作にて行うことでどちらのエリアでも呼び出しができるようにするというNTTドコモで提供されていたもののテレメッセージ版なのだが、接続方式としては両方の番号を使うと言うB方式と言うものだった。 この方式はそれぞれのグループでしか設定できなかったのでA方式とB方式を両方跨いで契約ができなかった。この点がNTTドコモと大きく異なる点である。 A方式を採用していたところでは１つの番号でどちらでも受信可能

（例）東京テレメッセージ広域エリア＋新潟テレサービスを契約していた場合には、新幹線を利用していた場合に高崎駅までは東京テレメッセージを使い、電話で切り替え申請を行い、越後湯沢駅からは新潟テレサービスを使うことができた

## 沿革
- 代表取締役社長　敦井　代五郎

- 1986年12月16日 設立
- 1987年10月28日 第一種電気通信事業許可[1]
- 1988年4月1日 開業[1][2]
- 2000年5月31日 解散を定時株主総会で決議[3]

## 通信端末
詳細はテレメッセージ内の通信端末を参照のこと。

## 宣伝活動など

### イメージキャラクター
- 遠山景織子